# موزار (يكباغ)
موزار هي بلدة في مقاطعة يكباغ في ولاية قشقداريا في أوزبكستان.